# 乙酰丙酮钪
乙酰丙酮钪是一种配位化合物，化学式为Sc(C
5H
7O
2)
3。它是挥发性固体，可溶于苯。分子中的Sc(III)具有八面体几何构型。它可由硝酸钪和乙酰丙酮在氨存在下反应制得。